# 那加甥田町
那加甥田町（なかおいだちょう）は、岐阜県各務原市の地名。丁番を持たない単独町名である。

## 地理
各務原市の那加地区に属する。
町域の東部は那加雲雀町、那加桜町、西部は那加前洞新町、那加東亜町、南部は那加雲雀町、北部は那加不動丘である。
町域の西部には新境川が流れる。
那加前洞町内の土地改良で新設された町であり、地名は那加前洞町の小字「甥田」に因む。
道路
- 県道93号川島三輪線
- さくら通り

## 歴史
1979年（昭和54年）1月20日、那加前洞町の一部をもって那加甥田町が成立。

## 世帯数と人口
2024年（令和6年）10月1日現在の世帯数と人口は以下の通りである。
| 丁目       | 世帯数  | 人口  |
| ---------- | ------- | ----- |
| 那加甥田町 | 176世帯 | 414人 |

## 小・中学校の学区
市立小・中学校に通う場合、学区は以下の通りとなる。尚、那加甥田町の自治会は門前町4自治会（那加門前町四丁目、那加甥田町）である。
| 番・番地等 | 小学校                   | 中学校               |
| ---------- | ------------------------ | -------------------- |
| 全域       | 各務原市立那加第二小学校 | 各務原市立桜丘中学校 |

## 主な施設
- 中部学院大学各務原キャンパス
- 中部学院大学短期大学部各務原キャンパス